# Pseudacris brachyphona
Espèce
Synonymes
- Chorophilus feriarum brachyphonus Cope, 1889
- Hyla brachyphona (Cope, 1889)

Statut de conservation UICN

 LC  : Préoccupation mineure
Pseudacris brachyphona est une espèce d'amphibiens de la famille des Hylidae.

## Répartition
Cette espèce est endémique des États-Unis. Elle se rencontre de façon discontinue dans les Appalaches, : 
- dans l'ouest de la Pennsylvanie ;
- dans le Sud-Est de Ohio ;
- en Virginie-Occidentale ;
- dans l'ouest de la Virginie ;
- dans l'est du Kentucky ;
- dans l'ouest de la Caroline du Nord ;
- dans l'est du Tennessee ;
- dans le nord de la Géorgie ;
- dans le nord de l'Alabama ;
- dans le nord-est du Mississippi.

## Publication originale
- Cope, 1889 : The Batrachia of North America. Bulletin of the United States National Museum, vol. 34, p. 1-525 (texte intégral).